# Съд на Европейския съюз
Съдът на Европейския съюз е една от седемте институции на Европейския съюз. Състои от три отделни юрисдикции, една от които е Европейският съд. От създаването му през 1952 г. е базиран в Люксембург. Според чл. 19 от Договора за Европейския съюз основно задължение на Съда на Европейския съюз е да осигурява спазването на правото при тълкуването и прилагането на Договорите.

## История

### До Римските договори
Още при самото начало на Европейския проект, създаването на Европейската общност за въглища и стомана, е предвидено в институционалната рамка на наднационалното формирование да присъства орган с юрисдикционни правомощия. Договорът за ЕОВС е подписан в Париж на 18 април 1951, а с влизането му в сила на 23 юли 1952 г. се създава и Съд. Първоначалното институционално название на съда е Съд на Европейската общност за въглища и стомана. Първите дела пред новия правораздавателен орган са заведени през следващата – 1953 година.
Правомощията на Съда търпят сериозно изменение в годините след създаването му. През 1952 г. основната роля на Съда е да осъществява контрол върху Общностните институции. Той осъществява това, благодарение на компетентността си да отменя актовете на Върховния орган (тогавашното наименование на Европейската комисия), както и да следи за неговото бездействие. Също така Съда е компетентен да отменя решенията на Парламентарната Асамблея и Съвета на ЕОВС. тогава все още не е налице характерната към момента компетентност на Съда да се произнася по преюдициални запитвания относно тълкуването на договорите и актовете по тяхното прилагане. Единствената компетентност в тази насока, която Съда притежава тогава, е възможността да се произнася преюдициално по отношение на действителността на разискванията на Върховния орган или Съвета на ЕОВС, когато пред даден национален съд е повдигнат подобен въпрос.

### До 1989 г.
Тази картина се променя значително след влизането в сила на Римските договори. Както в Договора за европейска икономическа общност, така и Договора за европейска общност за атомна енергия, е предвидено създаването на Съд, компетентен да тълкува и прилага разпоредбите на конкретните договори. Тези две съдилища обаче не функционират като отделни юрисдикции, а както е предвидено в Конвенцията от 25 март 1957 година относно някои институции, общи за Европейските общности, дотогавашния Съд на Европейската общност за въглища и стомана се трансформира в Съд на трите Общности. Това е моментът в който правомощията на Съда се разширяват значително. Той вече започва да осъществява юрисдикционен контрол по отношение на спазването на разпоредбите на трите договора. Също така, съгласно чл. 164 от ДЕИО и чл. 136 от ДЕОАЕ, Съдът придобива компетентност да се произнася по преюдициални запитвания за тълкуването на договорите и на актовете по тяхното прилагане.
Съдът продължава да функционира като единна юрисдикция почти до самия край на 80-те години на XX век. С времето обаче товара върху Съда започва да нараства неимоверно. Именно за това, в Единния европейски акт, влезнал в сила на 1 юли 1987, е предвидена възможност Съвета да създаде помощна юрисдикция към Съда, която като първа инстанция да разглежда определена категория дела. В следствия на това правомощие на Съвета, с Решение 88/591/ЕОВС, ЕИО, Евратом от 24 октомври 1988 година, се създава Първоинстанционният съд (сега Общ съд). Първоинстанционният съд започва да функционира от 31 октомври 1989 година, като основните му компетенции са във връзка с делата между общностите и техните служители, както и делата свързани с областта на защита на конкуренцията. Важно е да се отбележи, че въпреки наличието на втори съд, то не се предвижда двуинстанционно разглеждане на всички дела, а само на тези, при които Първоинстанционният съд съд действа като първа инстанция. Това до голяма степен облекчава работата на Съда към онзи момент.

### По-нататъшно развитие
В следващите години обаче броят на делата пред Съда продължава да нараства и отново се стига до момент, в който неговата натовареност води до извънредно голяма продължителност на разглеждане на делата. Договорът от Ница е този, който се опитва да облекчи отново работата на Съда. На първо място, помощният характер на Първоинстанционния съд отпада, с измененията на чл. 220 от ДЕО. Освен това, вече е предвидена възможност за създаване на съдебни състави към Първоинстанционния съд, които да правораздават в конкретни области.
В тази си структура Съда продължава да функционира до Решение 2004/752/ЕО, Евратом на Съвета от 2 ноември 2004 година. Съгласно него, от 2 декември 2005 година започва да функционира Съд на публичната служба. Той е специализиран съд, на който, както името му подсказва, е прехвърлена компетентността да разглежда като първа инстанция делата между Европейския съюз и неговите служители. Дотогава компетентен да разглежда тази категория дела като първа инстанция е Първоинстанционният съд. Това обаче по никакъв начин не означава, че в рамките на Съда се създава триинстанционно производство. Решенията на Съда на публичната служба подлежат на разглеждане от Първоинстанционния съд като втора инстанция, като неговото решение е окончателно.
Лисабонският договор, който влиза в сила през 2009, не изменя съществено Съда по отношение на структурата му. Една от промените все пак е, че структурата на Съда е закрепена в първичното право, като в чл. 19 от ДЕС се казва, че Съдът на ЕС се състои от Съд, Общ съд и специализирани съдилища. Изменения настъпват и в имената, като Съда на Европейските общности е преименуван на Съд на Европейския съюз, а Първоинстанционния съд променя името си на Общ съд.

## Структура
Съдът на Европейския съюз, чието седалище е в Люксембург, се състои от три юрисдикции: Съд, Общ съд (създаден през 1988 г.) и Съд на публичната служба (създаден през 2004 г.). От създаването си трите юрисдикции са постановили около 15 000 решения.
- Съд, известен още като Европейски съд – върховен орган. Съдът е съставен от 27 съдии и 11 генерални адвокати, след последното разширяване на ЕС.
- Общ съд – първоинстанционен орган, упълномощен да разглежда дела от общ характер.
- Съд на публичната служба – специализиран съд. Съдът на публичната служба се състои от седем съдии, които се назначават от Съвета за срок от шест години с възможност за преназначаване, въз основа на покана за подаване на кандидатури и становище на комитет, съставен от седем членове, избрани сред бивши членове на Съда и Общия съд и юристи с призната компетентност.

## Функции
Основна задача на Съда на Европейския съюз е да съблюдава и осигурява правилното и еднакво прилагане на правото на Европейския съюз и да санкционира неговите нарушители.
За изпълнението на тези цели, Съдът на ЕС:
- упражнява контрол за законосъобразност на актовете на другите институции на Европейския съюз;
- следи за спазването на задълженията на държавите членки на ЕС, произтичащи от правото на ЕС;
- тълкува правото на Европейския съюз по искане на националните съдилища;

Така в съответствие с Договорите (Договор за Европейския съюз и Договорите за функциониране на европейския съюз) Съдът на Европейския съюз се произнася по:
- по искове, подадени от държава членка, от институция или от физическо или юридическо лице;
- с преюдициални заключения, по искане на националните юрисдикции, относно тълкуването на правото на Съюза или относно действителността на актове, приети от институциите;
- в другите случаи, предвидени в Договорите.

Производството пред Съда на Европейския съюз може да се осъществява на всеки от 23-те официални езика на Европейския съюз, тъй като всяка държава членка има собствен език и специфична правна система. Всеки европейски гражданин има право да сезира Съда на ЕС на своя национален език или на някой от другите официални езици на Съюза. Този езиков режим няма аналог в никоя друга юрисдикция по света.

## Състав
В състава на Съда влиза по един съдия от всяка държава от ЕС. Съдът се подпомага от единадесет „генерални адвокати“, чиито задължения
са да представят становище по делата, заведени в Съда. Те трябжа да правят това публично и безпристрастно. Всички съдии и
генерални адвокати се назначават за мандат от шест години, който може да бъде подновен. Правителствата на държавите от ЕС се договарят относно назначенията. За да помогне на Съда да се справи с големия брой дела и да предложи на гражданите по-добра правна защита, Общият съд се занимава с делата, заведени от частни лица, предприятия и някои организации, както и с делата в областта на конкурентното право.

## Процедура по разглеждане на дела
По всяко дело, което е заведено в Съда, се назначават съдия и генерален адвокат. Делата се обработват на два етапа – писмен и устен.

### Писмен етап
Първо всички замесени страни предават писмено становище на съдията, отговарящ за делото. След това съдията изготвя резюме на тези становища и правния контекст на делото.

### Устен етап
Вторият етап е публичното изслушване. В зависимост от сложността на делото изслушването може да бъде проведено пред състав от 3, 5 или 13 съдии или пред целия Съд. По време на изслушването адвокатите на страните по делото представят случая пред съдиите и генералния адвокат, които могат да им задават въпроси. Решенията на Съда се вземат с мнозинство и се прочитат на глас на публични заседания. Кадри от заседания често се предават по телевизията (Европа по сателит) Процедурата за провеждане на изслушвания в Общия съд е подобна, с изключение на факта, че не се представя становище от генерален адвокат.
После генералният адвокат представя своето становище. След това съдиите заедно обсъждат делото и произнасят своето решение.
От генералните адвокати се изисква да дават мнението си по делото само ако Съдът смята, че конкретният случай повдига нов правен въпрос. Съдът не е задължен да се съобрази с мнението на генералния адвокат.

## Особени производства
Опростено производство – Когато определен преюдициален въпрос е идентичен с въпрос, по който Съдът вече се е произнесъл, или когато отговорът на този въпрос не оставя място за разумно съмнение или се налага от съдебната практика, Съдът, след изслушване на генералния адвокат, може да се произнесе с мотивирано определение, с което препраща по-конкретно към вече постановеното решение по този въпрос или към съответната съдебна практика.
Бързо производство – Бързото производство дава възможност на Съда да се произнесе в кратки срокове по особено неотложни дела чрез максимално скъсяване на сроковете и даване на абсолютен приоритет на тези дела. По искане на една от страните, председателят на Съда може да реши, по предложение на съдията докладчик и след изслушване на другата страна и на генералния адвокат, че определено дело трябва да се разгледа по реда на бързото производство поради особената му спешност. Бързо производство е предвидено и за преюдициалните запитвания. В тези случаи националната юрисдикция, която сезира Съда, трябва да направи искане в този смисъл, като в него изложи обстоятелствата, които налагат незабавно произнасяне по поставения преюдициален въпрос.
Спешно преюдициално производство (СПП) – Това производство дава възможност на Съда да разглежда в особено кратък срок най-чувствителните въпроси, свързани с пространството на свобода, сигурност и правосъдие (полицейско и съдебно сътрудничество по гражданскоправни и наказателноправни въпроси, както и визи, убежище, имиграция и други политики, свързани със свободното движение на хора). Делата, разглеждани по реда на спешното преюдициално производство, се разпределят на специално определения за целта състав от петима съдии, като на практика писмената фаза на производството се провежда преди всичко по електронен път и е изключително ограничена както от гледна точка на продължителността си, така и от гледна точка на броя на субектите, които имат право да представят писмени становища, доколкото по-голямата част от участващите в производството субекти представят становищата си в съдебното заседание, което е задължително.
Обезпечително производство – цели да спре изпълнението на акт на институция, който е и предмет на обжалване, или допускането на всякакви други временни мерки, необходими за предотвратяване на настъпването на значителна и непоправима вреда за някоя от страните.

## Езиков режим
При всички преки производства езикът, на който е изготвена исковата молба или жалбата (всеки един от 23-те официални езика на Европейския съюз), ще бъде и „език на производството", тоест езикът, на който ще се развива производството. При производствата по постановяване на преюдициално заключение език на производството е този на националната юрисдикция, отнесла въпроса до Съда. Устните състезания, провеждани в хода на съдебните заседания, са придружени от симултанен превод, според нуждите, на различни официални езици на Европейския съюз. Съдиите разискват без преводач на общ език, който по традиция е френският.

## Съдебни разноски
Производството пред Съда е безплатно. Съдът обаче не поема разходите за адвокат, имащ право да практикува пред юрисдикция на държава членка, който трябва да представлява страните. Същевременно страна, която не разполага със средства да заплати изцяло или отчасти разходите, може, без да бъде представлявана от адвокат, да поиска безплатна правна помощ. Към молбата се прилагат всички необходими сведения, удостоверяващи нуждата на молителя.